# Паулс Калниньш
Паулс Калниньш (латис. Pauls Kalniņš) — латвійський політик і лікар. Спікер Сейму в 1925-1934. Голова партії Латвійської соціал-демократичної робітничої партії. Редактор «Neatkarīgā Rīta Avīze». Депутат всіх скликань Сейму Першої латвійської республіки, депутат Народної ради Латвії та Зборів Сатверсме. У 1930 та 1933 був кандидатом в президенти Латвії.
Один з підписантів Меморандуму Центральної Ради Латвії від 17 березня 1944. Під час Другої світової війни як голова Четвертого Сейму в 1944 був обраний Латвійською Центральною Радою президента Латвії.
Батько Бруно Калниньш.